# Kilimanjaro
Kilimanjaro Kiliman'jaro, [-gdJA·-], eller Mont Kilimanjaro er Afrikas højeste bjerg; 5.895 m. Bjerget ligger i Tanzania nær grænsen til Kenya og hæver sig 4.800 m over det omgivende landskab. I 1921 blev det fredet som naturreservat. I 1973 blev  et område  på 753 km², på og omkring bjerget  udpeget til  Kilimanjaro nationalpark, og  i 1987  fik  parken verdensarvstatus.

## Vulkaner
Bjergmassivet omfatter tre vulkantoppe, der blev dannet som en del af Rift Valley for 1/2-3/4 mio. år siden. De 3 kegler er Kibo på 5895 m, Mawenzi på 5.149 m og Shira på 3.962 m. Det højeste punkt på kanten af Kibos krater kaldes Uhuru Peak. Der er fumarol aktivitet på toppen af Kilimanjaro i bunden af selve krateret og jorden er også varmere, end de klimatiske forhold betinger. På basis af dette har geologer anslået, at der findes smeltet materiale omkring 400 meter under overfladen. Men det sidste reelle udbrud fandt sted for ca. 10.000 år siden, så vulkanen må betegnes som sovende. Det betyder, at den godt kan komme i udbrud igen selv om sandsynligheden er meget lille. Shira var det første krater til at slukkes, hvilket skete for flere hundrede tusinde år siden. Det er en lille periode i geologisk sammenhæng, men stor nok til, at erosionen er skyld i, at krateret i dag er det laveste af de tre. Samtidigt erkendes krateret ikke tydeligt, da et senere udbrud fra Uhuru krateret næsten fyldte Shira krateret med lava. Lavaen fra dette udbrud flød også hele vejen rundt om Mawenzi og danner derfor det plateau den mest populære rute, Marangu-ruten, krydser på sin vej mod Kilimanjaros top.

## Historie
Fund omkring Kilimanjaro antyder, at mennesker har jaget dyr og samlet planter her i det meste af bjergets dannelseshistorie, således er fund af de såkaldte Australopitheciner (egentlig betyder det sydaber, men det er tidlige mennesker) fundet ved Olduvai-kløften. Størstedelen af bjerget er nu nationalpark.
Den alexandrinske geograf Claudius Ptolemæus observerede Kilimanjaro fra kysten i 100-t. e.Kr., og kinesiske søfarende så det i 1400-tallet. De første europæiske beretninger om et sneklædt bjerg så nær ækvator førte til betydelig videnskabelig kontrovers, da britiske og tyske opdagelsesrejsende aflagde rapport i midten af 1800-tallet. F.eks. betvivlede Dr. Livingstone tilstedeværelsen af sne så tæt på ækvator og udtalte, at toppen måtte bestå af kvartsholdige bjergarter, som skulle give bjerget dets lyse farve. For kejser Wilhelm I blev det et prestigespørgsmål at få bjerget på den tyske side af grænsedragningen i Østafrika (det lykkedes), da dronning Victoria allerede havde sit sneklædte bjerg (Mount Kenya) på den britiske side. Gennem en årrække, mens området var den tyske koloni Tysk Østafrika, hed toppen Kaiser-Wilhelm-Spitze, fordi Hans Meyer først nåede toppen og derfor navngav toppen til ære for den tyske kejser, men navnet blev ændret i 1961, da Tanganyika blev skabt. Da blev toppen omdømt til Uhuru Peak (Frihedstoppen).

### Bestigning af Kilimanjaro
Kilimanjaro blev besteget første gang den 6. oktober 1889 af Yohanas Kinyala Lauwo (leder af en militærcamp i Marangu), Hans Meyer (tysk geolog) samt østrigeren Ludwig Purtscheller. Hvert år prøver ca. 25.000 mennesker kræfter med bjerget.
Der er ikke tale om nogen teknisk vanskelig bestigning. At bestige det højeste punkt på Uhuru Peak er en strabadserende trekkingtur, som indeholder udfordringer, man ikke skal ignorere. Højden på 5.895 m bringer bestigerne op i højder, hvor der er risiko for højdesyge, og en meget væsentlig del af dem, som opgiver bestigningen, gør det netop på grund af højdesygen. Der er ikke længere noget endeligt tal på antallet af bestigninger, men Uhuru Peak på Kilimanjaro er gennem årene blevet besteget af flere tusinde klatrere og vandrere i alderen 12 til over 80 år.
Naturen på Kilimanjaro, der ligger i fem klimazoner, er varieret.
7, 8 og 9 dages ruter anbefales til opstigning (især for begyndere), da det er lettere at tilpasse sig til den mindre ilt i luften. Jo mere tid der bruges på at være på bjerget, jo lettere bliver det at akklimatisere.
Klatring af Lemosho-ruten i løbet af 8-11 dage betragtes af nogle som den bedste mulighed for begyndere, hvor succesraten næsten er 95%. Lemosho-ruten er dog også Kilimanjaros dyreste rute. Machame-ruten og Rongai-ruten foretrækkes af andre pga forholdet mellem pris, akklimatisering og ruternes skønhed.
Marangu ruten er også populær på grund af dens hytter undervejs op, som man kan sove i. Dog tager ruten kun 5-6 dage som gør at dem der vælger ruten er mere tilbøjelige til at blive højdesyge end de andre ruter.